# Thérèse Schwartze
Thérèse Schwartze (Amesterdão, 20 de dezembro de 1851 – Amesterdão, 23 de dezembro de 1918) foi uma pintora holandesa.

## Vida
Thérèse Schwartze nasceu em 20 de dezembro de 1851 em Amsterdã, na Holanda. Ela era filha do pintor Johan Georg Schwartze, que cresceu na Filadélfia e se formou em Düsseldorf.
Schwartze recebeu seu primeiro treinamento de seu pai, antes de estudar por um ano na Rijksakademie van beeldende kunsten. Ela então viajou para Munique e estudou com Gabriel Max e Franz von Lenbach. Em 1879, ela foi para Paris para continuar seus estudos com Jean-Jacques Henner. Quando ela retornou a Amsterdã, ela se tornou membro da Arti et Amicitiae. Schwartze expôs seu trabalho no Museu da Ciência e Indústria na Exposição Universal de 1893, em Chicago, Illinois.